# Metaphryniscus sosae
Metaphryniscus sosae és una espècie d'amfibis de la família Bufonidae. És monotípica del gènere Metaphryniscus. És endèmica de Veneçuela.
El seu hàbitat natural són els montans secs.